# 2021年ダルアー攻勢
2021年ダルアー攻勢は、進行中のダルアー反乱の一環として、ダルアー県での反体制派戦闘員とシリア政府軍との間での攻撃である。この攻勢でダルアー県全域、特に政府軍に包囲されたダルアー・アル＝バラド周辺で、激しい衝突が起きた。
この衝突は、シリア陸軍の2018年の攻勢以来、ダルアーでは最も激しいものとなった。

## 背景
ダルアー南部の都市、ダルアー・アル＝バラドは、2011年3月にシリア政府に対する市民蜂起が始まった場所と同じ場所であった。そのため、2018年に同県で敗北したことは反体制派にとっては大きな打撃となった。和解協定が結ばれ、反体制派は彼らの武器をシリア陸軍に引き渡さなければならなかった。協定を受け入れなかった過激派は、イドリブ県に移された。ダルアーのすべての失われた領土を奪還したにもかかわらず、シリア陸軍はダルアー県全域にわたって軍隊を配備することができなかったため、暴動による攻撃と政府軍の暗殺が増加した。
6月末までに、ロシアはダルアー市の人々の個人的な武器を押収する新たな和解協定を要求したが、地域全体で広く拒否された。ロシアの要求が拒否された後、シリア陸軍の治安部隊は、都市の住民に圧力をかけるために、ダルアー・アル＝バラドの近隣を包囲した。その結果、元自由シリア軍戦闘員が武器の引き渡しを拒否した後、シリア人の1万1000世帯が包囲された。絶え間ない包囲により、商品の価格が法外に高くなり、飲料水の入手が制限された。数週間後、ダルアーとシリア政府の交渉委員会は、包囲を終わらせ、軍事的エスカレーションを回避することに合意した。この合意では、全ての軽兵器の政府軍への引き渡し、地域内の親政権民兵の武装解除、政府が市内に3つの検問所を維持できるようにする代わりに市内のすべての道路を再開することが規定された。

## 衝突
軍事作戦を回避するための交渉委員会との合意にもかかわらず、シリア陸軍は2021年7月29日にダルアー市の反政府勢力の独房に向けて砲弾を発射し始めた。シリア陸軍の情報筋は、攻撃を「和解協定を妨害したテロリストのアジトに対する軍事作戦の開始」と説明した。親政府の軍将校によると、ダルアーのアル＝バラド地区の名士が、政府軍に地元の武装勢力の武器を平和的に引き渡すことを約束したが、この引き渡しは実現せず、論争が衝突に発展したという。対照的に、親反体制派の人物は、政府がアル＝バラド地区に立ち入らないという約束を含む合意を順守しなかったと非難した。
政府の作戦は、県全体の反体制派による報復行動につながった。報復攻撃には、2018年に政府に降伏した元反体制派戦闘員と、政府側に転向し、内部から政府に反する働きをしていた元反体制派が関与した。反体制派戦闘員はいくつかの検問所を制圧し、多くの驚いたシリア陸軍の兵士と軍事情報総局の職員を拘束した。シリア陸軍の第4機甲師団が反乱鎮圧作戦を主導する一方で、占領された検問所は主に第5機甲師団、第9機甲師団、および空軍情報総局に属していた。全体として、ダルアーの東と西にある田園地帯の18か所が武装した地元住民によって占領された。 
その後、元反体制派は新たな交渉を申し出たが、政府は当初、武器を引き渡さなければならず、和解を拒否する武装勢力は全員反体制派が支配するイドリブ県に追放されなければならないという立場を維持した。ロシアと軍事将校アフマド・アル＝アウダが組織した交渉の後、双方は7月30日から31日までの停戦に合意した。7月31日、状況は緊迫したままだったが、ほとんどの地域で停戦が順守された。ダルアー・アル＝バラド、ジャシム、Muzayribおよびタファス近くで政府軍が発砲する散発的な事例があった一方で、反体制派の元司令官が指揮する武装集団のメンバーがアル＝シャジャラで夜間外出禁止令を課した。
8月5日、緊迫した静寂が数日間続いた後、ダルアー東部の田園地帯のNahtahとBasr al-Harir間の道路上のシリア軍の車両に反体制派が発砲し、兵士1人が死亡、6人が負傷した。Nahtahの町を標的としたシリア軍によるロケット弾発射も報告された。
8月14日、中央委員会とロシアの代表団の間で会談が行われる数時間前に、シリア陸軍はダルアー・アル＝バラドを砲撃し、市民1人を殺害した。
8月16日、シリア陸軍第4師団のメンバーが、ダルアー北西の田園地帯にあるマスキン市で、何者かによって射殺された。アル＝サナマイン市では、「軍の治安部隊と取引し、反体制派を密告した」と非難された民間人の女性が自宅前で何者かに殺害された。
8月19日、ダルアーの田園地帯の西にあるナファアとアイン・ザクルの2つの町の間のアル＝シャブルーク道路で、軍用車両を標的としたIED攻撃により、准将を含む第112旅団所属の6人が死亡した。
8月20日、ダルアー・アル＝バラドでのシリアの砲撃により、アル＝タワヒード旅団の元司令官モハメド・ヒラル・ザティマが殺害された。
8月25日、シリア反体制派とシリア軍の間で停戦と撤退が合意されたと、シリア人権監視団と親政府メディアが報じた。反体制派はシリア北部（イドリブ）に向けてダルアー県を離れることを許可され、シリア軍はダルアー・アル＝バラドに入ることができた。
8月26日、ナワとシェイク・マスキーン間の道路でシリア陸軍の車両を標的としたIEDが爆発した後、シリア兵1人が死亡、4人が負傷した。このIED攻撃は、タファス市に対するシリア陸軍の砲撃（民間人2人が死亡、数人が負傷）後に起きた。
8月27日、ロシアが支援する第5軍団の司令官を含む6人のメンバーが、アル＝ムシフラとアル＝ジザ間のアル＝ルバイ検問所に駐留していたシリア陸軍の待ち伏せ攻撃で殺害された。その直後、ダルアー＝アル・バラドのアル・マンシェヤ地域にあるアル・カジーヤの最前線で、地元の武装勢力とシリア軍の間で衝突が発生したと報告された。
8月29日から8月30日の間に、ダルアー県での武装勢力との衝突でシリア兵が7人死亡し、12人が負傷した。これらの出来事は、包囲されたダルアー・アル＝バラドに対するシリア陸軍の砲撃（民間人が死傷した）の前に起こった。
激しい砲撃の後、武装勢力は9月1日に停戦に合意した。ロシアの憲兵隊とシリア政府軍は、包囲されたダルアー・アル＝バラド地区に入り、同地域にシリア国旗を掲げた。停戦はすぐに破られ、9月5日に激しい衝突が報告された。同日、ロシアは武装勢力に対し、降伏を拒否すれば政府の攻撃に参加すると脅した。
9月5日、武装勢力は別の停戦協定に合意し、60人の過激派が武器をシリア陸軍に引き渡した。新協定により、ダルアー・アル＝バラードにいくつかの親政府の検問所を設置することが可能になった。

## 反応
反体制派が支配する都市イドリブとアル＝バーブで、ダルアーの反体制派を支持する抗議行動が行われた。8月3日、ダマスカス郊外県グータ地域のアルビン、メスラバ、マディラを結ぶ幹線道路が、軍が同地域に配備される前の一日間、正体不明の若者によって封鎖された。